# Lathyrus amphicarpos
Lathyrus amphicarpos är en ärtväxtart som beskrevs av Carl von Linné. Lathyrus amphicarpos ingår i släktet vialer, och familjen ärtväxter. Inga underarter finns listade i Catalogue of Life.